# Mount Riddolls
Mount Riddolls ist ein sehr markanter und mit 3295 m der höchste Berg der Victory Mountains im ostantarktischen Viktorialand. Er ragt unmittelbar am Kopfende des Rudolph-Gletschers auf.
Eine geologische Mannschaft, die bei einer von 1966 bis 1967 durchgeführten Kampagne der New Zealand Geological Survey Antarctic Expedition den Mariner-Gletscher untersuchte, benannte ihn. Namensgeber ist Bruce W. Riddolls, ein Assistenzgeologe dieser Gruppe.